# Островля
Островля (бел. Астро́ўля) — деревня в Лидском районе Гродненской области Беларуси. Входит в состав Третьяковского сельсовета.

## География
Расположена в 4 км на юго-запад от Лиды.
Пролегает дорога Н-7484, проходит трасса М-6/П2.
Ближайшие населённые пункты Лида, Широкое и др.

## История
В описи приходов Лидского деканата 1784 года упоминается Островля, деревня и таверна старосты лидского, к западу в половине мили от города. Дорога из Лиды до Островли отделялась за Каменкой вправо и тянулась песками между кустарниками.
С 1795 года в Российской империи.
В 1905 году в Лидской волости Лидского уезда Виленской губернии Российской империи.
С 1921 года в составе Польши, в Лидском уезде и гмине Новогрудского воеводства.
С ноября 1939 года в БССР.
13 декабря 1973 года была открыта областная психоневрологическая больница.

## Население

### Численность
- 2019 год — 252 жителей

### Динамика
- 1897 год — 165 жителей[3]
- 1909 год — 191 жителей
- 1921 год — 167 жителей
- 1940 год — 202 жителей
- 1960 год — 223 жителей
- 1993 год — 326 жителей
- 1999 год — 313 жителей (перепись населения)
- 2004 год — 300 жителей
- 2009 год — 296 жителей (перепись населения)[3]
- 2012 год — 284 жителей
- 2015 год — 281 жителей
- 2019 год — 252 жителей (перепись населения)

## Улицы
- Боровая
- Гродненская
- Криничная
- Ясная и др.